# Benjamin Swift

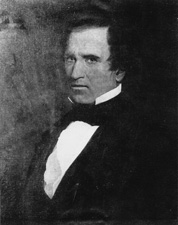
Benjamin Swift

Benjamin Swift, född 3 april 1781 i Amenia i delstaten New York, död 11 november 1847 i St. Albans i Vermont, var en amerikansk politiker. Han var först demokrat-republikan, sedan nationalrepublikan och till sist whig. Han representerade delstaten Vermont i båda kamrarna av USA:s kongress, först i representanthuset 1827–1831 och sedan i senaten 1833–1839.
Swift studerade juridik och inledde 1806 sin karriär som advokat i Vermont. Han var dessutom verksam inom bankbranschen och jordbrukssektorn. Han inledde sin politiska karriär som demokrat-republikan inom delstatspolitiken i Vermont. Han var ledamot av Vermont House of Representatives, underhuset i delstatens lagstiftande församling, 1813 och 1825–1826.
Swift blev invald i USA:s representanthus i kongressvalet 1826. Han omvaldes 1828 men bestämde sig för att inte ställa upp för en tredje mandatperiod i representanthuset.
Swift efterträdde 1833 Horatio Seymour som senator för Vermont. Han gick sedan med i det nya Whig-partiet. Han efterträddes 1839 som senator av Samuel S. Phelps.
Swift avled 1847. Hans grav finns på Greenwood Cemetery i St. Albans.